# جنون (فیلم ۲۰۰۵)
جنون (چکی: Šílení) فیلمی به کارگردانی یان شوانکمایر، محصول سال ۲۰۰۵ است.